# Проповідник з кулеметом
«Пропові́дник з кулеме́том» (англ. Machine Gun Preacher) — біографічний бойовик про Сема Чайлдерса — байкера проповідника-захисника сиріт Судану. Фільм за сценарієм Джейсона Келлера, режисер Марк Форстер, в ролі Чайлдерса шотландський актор Джерард Батлер. Світова прем'єра відбулася 23 вересня 2011 року.

## Сюжет
Історія Сема Чайлдерса, колишнього члена бандитського байкерського угруповання і наркоторговця, який повірив у Бога і став п'ятидесятницьким пастором і борцем за сотні суданських дітей. Сем стикається з озброєними до зубів бійцями армії опору Господа, які знищують цілі поселення, викрадають дітей і роблять з них солдатів. Однак Сему вдається зробити притулок для дітей. Щоб захистити їх, він бере в руки зброю.

## У фільмі знімались
| У ролях              |  | Персонаж                    |
| -------------------- |  | --------------------------- |
| Джерард Батлер       |  | Сем Чайлдерс                |
| Мішель Монаган       |  | Лінн Чайлдерс               |
| Майкл Шеннон         |  | Донні                       |
| Мадлен Керролл       |  | Пейдж                       |
| Кеті Бейкер          |  | Дейзі                       |
| Місті Міллс          |  | байкер Чик                  |
| Ніколь Мішель Собчак |  | Джессіка                    |
| Бретт Вагнер         |  | Бен Гоббс                   |
| Менделін Карлсон     |  | подруга Пейджа              |
| Річард Готері        |  | власник збройового магазина |
| Пітер Кері           |  | Білл Воллес                 |
| Рема Марванне        |  | Рік Оскам                   |

## Зйомки
Зйомки фільму почалися у червні 2010 року і проходили в штаті Мічиган.